# Hans Faust (Jurist)

Hans Faust als Göttinger Bremenser, 1914

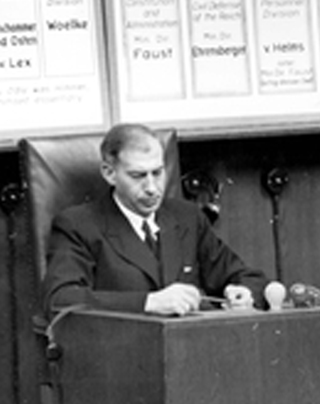
Hinter dem Angeklagten Wilhelm Stuckart ein Organigramm des Reichsinnenministeriums (Nürnberger Prozesse, 1948)

Carl Georg Eduard Hans Faust (* 31. März 1894 in Frankfurt am Main; † 10. Februar 1974 in Bad Hersfeld) war ein preußischer promovierter Verwaltungsjurist und Landrat.

## Leben
Hans Faust studierte Rechtswissenschaften an der Georg-August-Universität Göttingen und wurde dort Mitglied des Corps Bremensia. 1920 trat er als Regierungsreferendar in den Staatsdienst ein. Ab 1923 wirkte er als Regierungsassessor bei der Regierung in Düsseldorf und beim Landrat in Essen. Am 19. September 1923 in Kassel heiratete er seine Verlobte Sigrun Elisabeth Waldtraut von Staabs (1899–1931), Tochter des Generals a. D. Hermann von Staabs.
Seit 1924 war Faust Hilfsarbeiter im Ministerium des Innern. 1925 wurde der mittlerweile promovierte Jurist Regierungsrat und 1928 zum Oberregierungsrat ernannt. Ab 1930 amtierte Faust als Landrat im Kreis Landsberg a.d. Warthe in der Provinz Brandenburg. Zugleich war er auch Direktor der Kreisfeuersozietät. Von 1930 bis 1933 war er Mitglied der Deutschen Volkspartei (DVP), am 30. September 1933 trat er dem Nationalsozialistischen Kraftfahrkorps (NSKK) bei. Am 24. Juni 1937 beantragte er die Aufnahme in die NSDAP und wurde rückwirkend zum 1. Mai desselben Jahres aufgenommen (Mitgliedsnummer 4.393.856).
Ab 1931 war Faust Mitglied des Aufsichtsrates der Märkischen Elektrizitätswerke AG. 1934 wirkte er aushilfsweise im Staatsministerium (StMinm). Er war 1936/37 Vizepräsident des Regierungsbezirks in Schneidemühl und ab 1938 in Wiesbaden. Seit 1941 wirkte Faust als Regierungspräsident in Kattowitz. Ende 1944 wechselte Faust in das Reichsministerium des Inneren, wo er zum Ministerialdirektor befördert zunächst Generalsekretär des Generalbevollmächtigten für den totalen Kriegseinsatz war und später die Personalabteilung leitete.